# 和歌山県立こころの医療センター
和歌山県立こころの医療センター（わかやまけんりつこころのいりょうセンター）は、和歌山県有田郡有田川町にある県立の精神科病院である。

## 沿革
- 1952年（昭和27年） - 和歌山県立五稜病院が開院。
- 2002年（平成14年） - 病院の建て替えを行い、和歌山県立こころの医療センターと改称。

## 診療科目
- 精神科
- 内科

## 交通アクセス
- JRきのくに線藤並駅から有田鉄道バスで約10分、こころの医療センター前バス停で下車。